# بیت‌الاحزان
بیت الاحزان جایگاهی است در قبرستان بقیع که در منابع اسلامی اینطور گفته شده که فاطمه تا ۲۷ روز پس از مرگ محمد، در آنجا به سوگ می‌نشست و می‌گریست.

## لغت‌شناسی
بیت کلمه ای عربی به معنای خانه و احزان جمع حزن به معنای غم و اندوه است. همچنین در دانشنامه جهان اسلام آمده بیت الاحزان یا بیت الحزن به معنای ماتم سرا است. در منابع اسلامی به خانه یعقوب که در فراغ یوسف گریه می‌کرد هم نیز کلبه احزان یا کلبه غم گفته شده‌است. در میان صوفیان کنایه از دل محزون از دوری معشوق است.

## علت ساخت
در منابع اسلامی گفته شده که فاطمه پس از درگذشت پدرش روزها و شب‌ها گریه می‌کرد. همسر وی علی مکانی را در قبرستان بقیع که بیرون از مدینه بود برای وی ساخت تا در آن گریه کند. وی روزها با دو فرزند خود به بیت الاحزان می‌رفت و هنگام غروب علی آن‌ها را به خانه برمی‌گرداند. گفته شده فاطمه بعد از گذشت ۲۷ روز از مرگ پدرش بر اثر شدت بیماری دیگر نتوانست به آنجا برود.

## محل ساخت و کیفیت بنا
بیت الاحزان در قبرستان بقیع مدینه، در جانب جنوبی قبر عباس بن عبدالمطلب واقع شده‌است. اولین خانه‌ای که گفته شده در بقیع برای فاطمه ساخته شد، به صورت چادر و خیمه بود و بعدها به ساختمان دارای گنبد تبدیل شد.

## دیدارکنندگان این مکان
عده ای از علمای شیعه و اهل سنت و تاریخ نویسان و جهانگردان دربارهٔ وجود این مکان قبل از تخریب آن صحبت کرده‌اند.

### ابن شبه نمیری
ابن شبه نمیری ۱۷۳ ۲۶۲ هجری قمری از فقها و مورخان اهل سنت در کتابش دربارهٔ آثار و قبور زمان خودش آورده مسجدی که در طرف شرقی به جنازه اطفال نمازخوانده می‌شود، خیمه ای بوده برای زن سیاه‌پوستی بنام رقیه که به دستور حسین بن علی از قبر فاطمه مراقبت می‌کرده‌است زیرا کسی بجز آن زن قبر فاطمه را نمی‌شناخته‌است.

### ابومحمد غزالی
ابومحمد غزالی ۴۵۰–۵۰۵ که یکی شخصیتهای معروف و از علما و دانشمندان اهل سنت است، در ضمن بیان وظایف زایران مدینه و کسانی که به زیارت بقیع می‌روند می‌گوید: «مستحب است که زائران، هر روز صبح، پس از زیارت قبر رسول اکرم در بقیع حضور بهم رسانند و قبور پیشوایان دینی و صحابه را که در آنجا مدفون هستند زیارت کنند». سپس می‌گوید: «و مستحب است در مسجد فاطمه - علیها سلام - نیز نماز بخوانند».

### ابن جبیر
محمد بن احمد ابن جبیر از دانشمندان اسلامی که به جهانگردی نیز معروف بوده در محرم سال ۵۸۰ هجری قمری به مدینه رفته و بقیع را زیارت کرده دربارهٔ این مکان گفته در کنار قبه عباسیه، خانه ای قرار گرفته که به فاطمه نسبت می‌دهند و آن همان خانه ای است وی در آنجا به حزن پدرش می‌پرداخته‌است.

### سمهودی
نورالدین علی بن احمد سمهودی (۸۴۴ ۹۱۱) اهل مصر است. وی دربارهٔ این مکان نوشته‌است بیت الاحزان همان محلی است که به مسجد فاطمه معروف است همان جایی هست که علی بن ابی طالب آن را در بقیع ساخته‌است و در میان ان شکل چند قبر وجود دارد.

### سر ریچار بورتون
سر ریچار بورتون ۱۸۵۳ میلادی/۱۲۷۶ قمری یکی از جهانگردانی که به مکه و مدینه مسافرت نموده و در سیاحت نامه خود از آثار و ابنیه حجاز و از اخلاق و رسوم مسلمانان در موسم حج و از جزئیات زندگی مردم حجاز سخن گفته‌است.
از جمله حرمها و گنبدها و بارگاه‌های موجود در بقیع را معرفی و با قلم خود ترسیم و تصویر نموده‌است. دربارهٔ بیت الاحزان چنین گفته‌است: «در بقیع مسجد کوچکی است که در سمت جنوبی گنبد عباس بن عبدالمطلب واقع گردیده و این مکان را بیت الاحزان نیز می‌نامند؛ زیرا فاطمه آخرین روزهای عمر خویش را در این محل به سر می‌برد و برای از دست دادن پدرش نوحه سرایی می‌نمود.

## کتاب بیت الاحزان
یکی از کتاب‌های مشهور دربارهٔ بیت الاحزان، کتابی است که عباس قمی مؤلف مفاتیح الجنان مشهور به محدث قمی به زبان عربی تألیف کرده‌است. در این کتاب مجموعه روایاتی که دربارهٔ ماجرای مشهور فاطمه زهرا دختر محمد بن عبدالله است را جمع‌آوری کرده. این کتاب در بین شیعیان شهرت زیادی دارد و ترجمه‌های مختلفی به زبان فارسی(۹ ترجمه) از آن منتشر شده‌است. مهم‌ترین ترجمه‌های بیت الاحزان به زبان فارسی عبارتند از:

## تخریب بیت الاحزان
بیت الاحزان در حادثه تخریب بقاع متبرکه قبرستان بقیع در سال ۱۲۲۱ هجری قمری به دست وهابیان ویران شد. سپس در سال ۱۲۳۳ به دستور سلطان محمود عثمانی این بنا بازسازی شد اما مجدداً در سال ۱۳۴۴ هجری قمری بار دیگران بیت الاحزان تخریب شد.